# Leichtathletik-Europameisterschaften 1971/100 m der Frauen

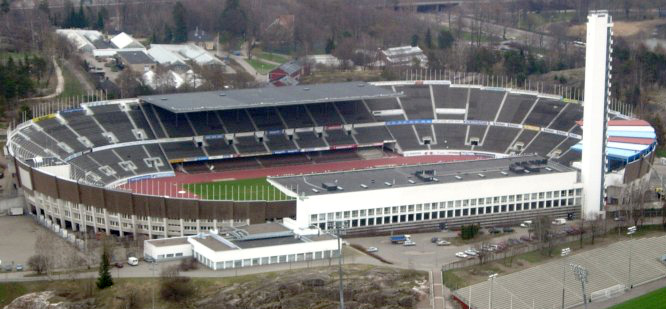
Das Olympiastadion von Helsinki im Jahr 2005

Der 100-Meter-Lauf der Frauen bei den Leichtathletik-Europameisterschaften 1971 wurde am 10. und 11. August 1971 im Olympiastadion von Helsinki ausgetragen.
Die Athletinnen der Bundesrepublik Deutschland errangen mit Silber und Bronze zwei Medaillen. Europameisterin wurde die Mitinhaberin des Weltrekords Renate Stecher aus der DDR, vorher bereits erfolgreich unter ihrem Namen Renate Meißner. Sie gewann vor der Fünfkampfolympiasiegerin von 1968 Ingrid Mickler-Becker, die bei diesen Europameisterschaften außerdem Gold im Weitsprung und mit der 4-mal-100-Meter-Staffel errang. Bronze ging an Elfgard Schittenhelm, frühere Elfgard Weismann, die hier ebenfalls Sprintstaffeleuropameisterin wurde.

## Rekorde
Vorbemerkung:

In diesen Jahren gab es bei den Bestleistungen und Rekorden eine Zweiteilung. Es wurden nebeneinander handgestoppte und elektronisch ermittelte Leistungen geführt. Die offizielle Angabe der Zeiten erfolgte in der Regel noch in Zehntelsekunden, die bei Vorhandensein elektronischer Messung gerundet wurden. Wegen des Wegfalls der Reaktionszeit des Zeitnehmers bei elektronischer Zeitnahme stand in der Diskussion, einen sogenannten Vorschaltwert einzuführen, um die handgestoppten Leistungen nicht automatisch besser zu stellen. Doch es blieb dann bei der korrekten Angabe dieser Zeiten, die später auch offiziell mit Hundertstelsekunden nach dem Komma geführt wurden.

### Offizielle Rekorde – Angabe in Zehntelsekunden

#### Bestehende Rekorde
| Weltrekord           | 11,0 s | Wyomia Tyus     | OS Mexiko-Stadt, Mexiko                              | 15. Oktober 1968   |
| Weltrekord           | 11,0 s | Chi Cheng       | Wien, Österreich                                     | 18. Juli 1970      |
| Weltrekord           | 11,0 s | Renate Meißner  | Ost-Berlin, DDR (heute Deutschland)                  | 2. August 1970     |
| Weltrekord           | 11,0 s | Renate Stecher  | Ost-Berlin, DDR (heute Deutschland)                  | 31. Juli 1971      |
| Europarekord         | 11,0 s | Renate Meißner  | Ost-Berlin, DDR (heute Deutschland)                  | 2. August 1970     |
| Europarekord         | 11,0 s | Renate Stecher  | Ost-Berlin, DDR (heute Deutschland)                  | 31. Juli 1971      |
| Meisterschaftsrekord | 11,4 s | Jutta Heine     | EM Belgrad – Halbfinale, Jugoslawien (heute Serbien) | 13. September 1962 |
| Meisterschaftsrekord | 11,4 s | Ewa Kłobukowska | EM Budapest – Vorlauf, Ungarn                        | 30. August 1966    |
| Meisterschaftsrekord | 11,4 s | Ewa Kłobukowska | EM Budapest – Halbfinale, Ungarn                     | 31. August 1966    |

#### Rekordegalisierungen
Europameisterin Renate Stecher aus der DDR egalisierte den bestehenden EM-Rekord von 11,4 s zweimal ein:
- Vierter Vorlauf am 10. August bei einem Gegenwind von 0,8 m/s
- Finale am 11. August bei Windstille

### Elektronisch gemessene Rekorde

#### Bestehende Rekorde
| Weltrekord           | 11,08 s | Wyomia Tyus        | OS Mexiko-Stadt, Mexiko | 15. Oktober 1968   |
| Europarekord         | 11,19 s | Irena Kirszenstein | OS Mexiko-Stadt, Mexiko | 15. Oktober 1968   |
| Meisterschaftsrekord | 11,66 s | Petra Vogt         | EM Athen, Griechenland  | 17. September 1969 |

#### Rekordverbesserungen
Der bestehende EM-Rekord wurde bei diesen Europameisterschaften dreimal verbessert:
- 11,53 s – Ingrid Mickler-Becker (BR Deutschland), zweiter Vorlauf am 10. August bei einem Gegenwind von 1,0 m/s
- 11,42 s – – Renate Stecher (DDR) vierter Vorlauf am 10. August bei einem Gegenwind von 0,8 m/s
- 11,35 s – Renate Stecher (DDR), Finale am 11. August bei Windstille

## Vorrunde
10. August 1971
Die Vorrunde wurde in vier Läufen durchgeführt. Die ersten vier Athletinnen pro Lauf – hellblau unterlegt – qualifizierten sich für das Halbfinale.
Von nur zwanzig angetretenen Läuferinnen schieden in den Vorläufen lediglich vier Athletinnen aus. Die Vorlaufeinteilung ist nachträglich ziemlich unverständlich. In zwei Rennen starteten jeweils fünf Sprinterinnen, in einem waren es sechs. Im vierten Lauf standen sich lediglich vier Teilnehmerinnen gegenüber, die nur ins Ziel kommen mussten, um sich damit automatisch für die nächste Runde zu qualifizieren.

### Vorlauf 1
Wind: −1,6 m/s
| Platz | Name               | Nation         | Offizielle Zeit (s) auf Zehntel gerundet | Inoffizielle Zeit (s) exakter Wert |
| 1     | Irena Szewińska    | Polen          | 11,8                                     | 11,84                              |
| 2     | Anita Neil         | Großbritannien | 11,9                                     | 11,85                              |
| 3     | Monika Meyer       | DDR            | 11,9                                     | 11,86                              |
| 4     | Wilma van den Berg | Niederlande    | 11,9                                     | 11,88                              |
| 5     | Margit Markó       | Ungarn         | 12.1                                     | 12,10                              |

### Vorlauf 2
Wind: −1,0 m/s
| Platz | Name                 | Nation         | Offizielle Zeit (s) auf Zehntel gerundet | Inoffizielle Zeit (s) exakter Wert |
| 1     | Elfgard Schittenhelm | BR Deutschland | 11,5                                     | 11,53 CRel                         |
| 2     | Györgyi Balogh       | Ungarn         | 11,7                                     | 11,6800000                         |
| 3     | Petra Vogt           | DDR            | 11,7                                     | 11,7300000                         |
| 4     | Meta Antenen         | Schweiz        | 11,8                                     | 11,7900000                         |
| 5     | Elizabeth Johns      | Großbritannien | 11,8                                     | 11,8600000                         |

### Vorlauf 3
Wind: −0,9 m/s
| Platz | Name                  | Nation         | Offizielle Zeit (s) auf Zehntel gerundet | Inoffizielle Zeit (s) exakter Wert |
| 1     | Ingrid Mickler-Becker | BR Deutschland | 11,6                                     | 11,56                              |
| 2     | Ljudmila Scharkowa    | Sowjetunion    | 11,8                                     | 11,82                              |
| 3     | Cecilia Molinari      | Italien        | 11,9                                     | 11,90                              |
| 4     | Danuta Jędrejek       | Polen          | 11,9                                     | 11,92                              |
| 5     | Helga Kapfer          | Österreich     | 12,0                                     | 11,99                              |
| 6     | Valerie Peat          | Großbritannien | 12,1                                     | 12,07                              |

### Vorlauf 4
Wind: −0,8 m/s
| Platz | Name             | Nation         | Offizielle Zeit (s) auf Zehntel gerundet | Inoffizielle Zeit (s) exakter Wert |
| 1     | Renate Stecher   | DDR            | 11,4 CRe                                 | 11,42 CRel                         |
| 2     | Inge Helten      | BR Deutschland | 11,70000                                 | 11,6600000                         |
| 3     | Sylviane Telliez | Frankreich     | 11,90000                                 | 11,9100000                         |
| 4     | Helena Fliśnik   | Polen          | 12,00000                                 | 11,9700000                         |

## Halbfinale
11. August 1971, 17:00 Uhr
In den beiden Halbfinalläufen qualifizierten sich die jeweils ersten vier Athletinnen – hellblau unterlegt – für das Finale.

### Lauf 1
Wind: −1,1 m/s
| Platz | Name                  | Nation         | Offizielle Zeit (s) auf Zehntel gerundet | Inoffizielle Zeit (s) exakter Wert |
| 1     | Ingrid Mickler-Becker | BR Deutschland | 11,5                                     | 11,53                              |
| 2     | Elfgard Schittenhelm  | BR Deutschland | 11,6                                     | 11,56                              |
| 3     | Irena Szewińska       | Polen          | 11,8                                     | 11,75                              |
| 4     | Petra Vogt            | DDR            | 11,8                                     | 11,78                              |
| 5     | Cecilia Molinari      | Italien        | 11,9                                     | 11,92                              |
| 6     | Ljudmila Scharkowa    | Sowjetunion    | 11,9                                     | 11,94                              |
| 7     | Danuta Jędrejek       | Polen          | 12,0                                     | 12,00                              |
| DNS   | Sylviane Telliez      | Frankreich     |                                          |                                    |

### Lauf 2

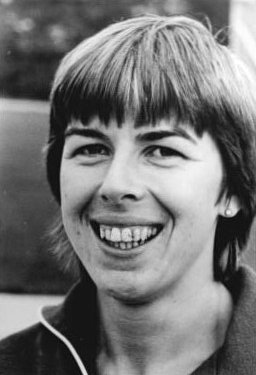
Monika Meyer, spätere Monika Hamman, verpasste das Finale im zweiten Vorlauf um einen Rang
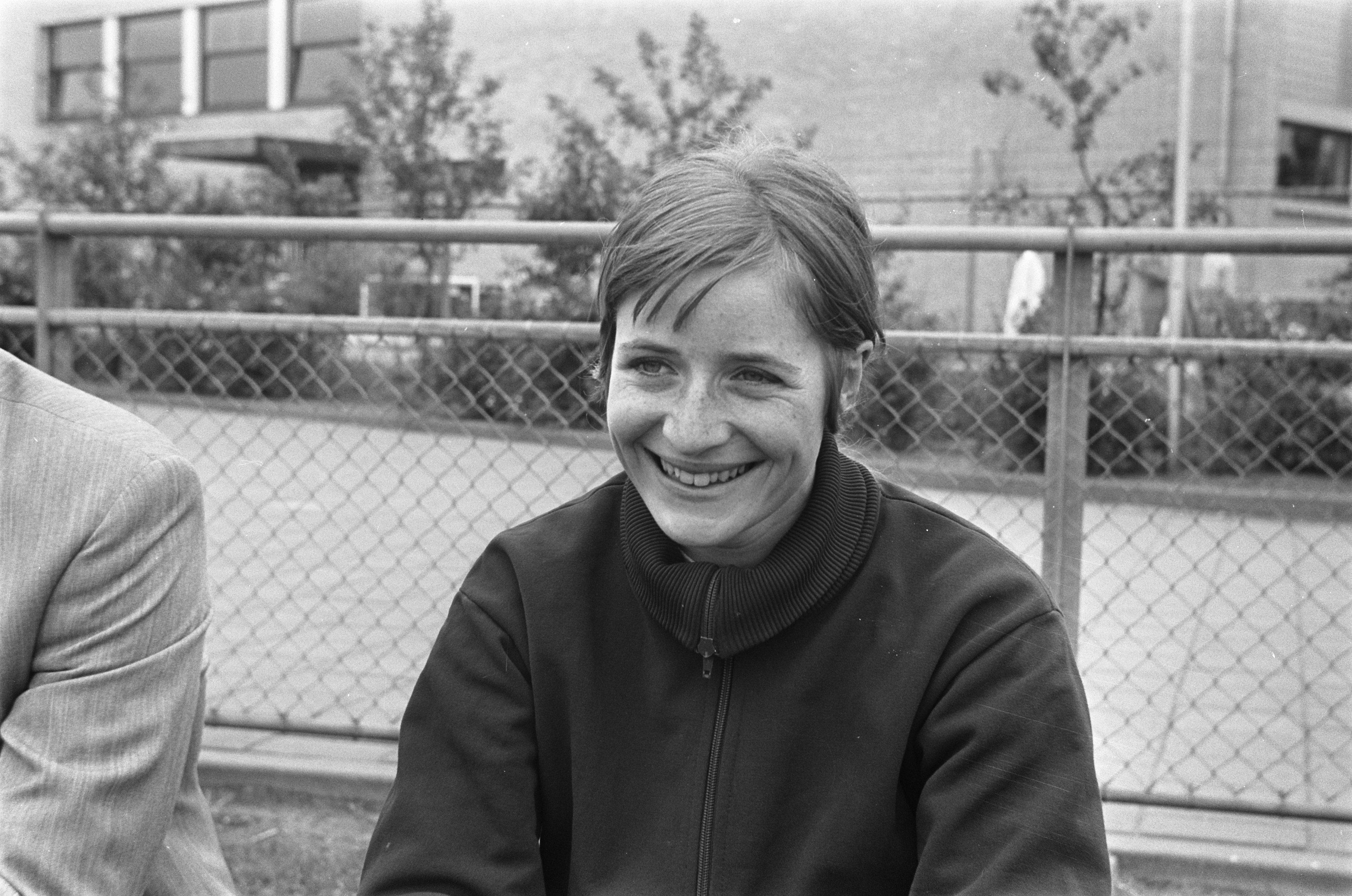
Wilma van den Berg, später auch erfolgreich als Wilma van Gool, schied als Siebte des zweiten Halbfinals aus

Wind: +0,1 m/s
| Platz | Name               | Nation         | Offizielle Zeit (s) auf Zehntel gerundet | Inoffizielle Zeit (s) exakter Wert |
| 1     | Renate Stecher     | DDR            | 11,5                                     | 11,50                              |
| 2     | Inge Helten        | BR Deutschland | 11,6                                     | 11,61                              |
| 3     | Györgyi Balogh     | Ungarn         | 11,7                                     | 11,68                              |
| 4     | Anita Neil         | Großbritannien | 11,7                                     | 11,70                              |
| 5     | Monika Meyer       | DDR            | 11,8                                     | 11,78                              |
| 6     | Helena Fliśnik     | Polen          | 12,0                                     | 11,97                              |
| 7     | Wilma van den Berg | Niederlande    | 12,1                                     | 12,05                              |
| DNS   | Meta Antenen       | Schweiz        |                                          |                                    |

## Finale
11. August 1971, 18:40 Uhr
Wind: ±0,0 m/s

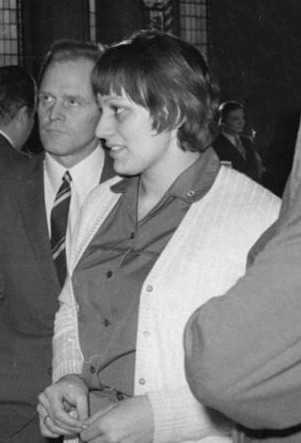
Europameisterin Renate Stecher gewann zwei Tage später auch den 200-Meter-Lauf – Im Jahr 1972 wurde sie Doppelolympiasiegerin auf den kurzen Sprintstrecken
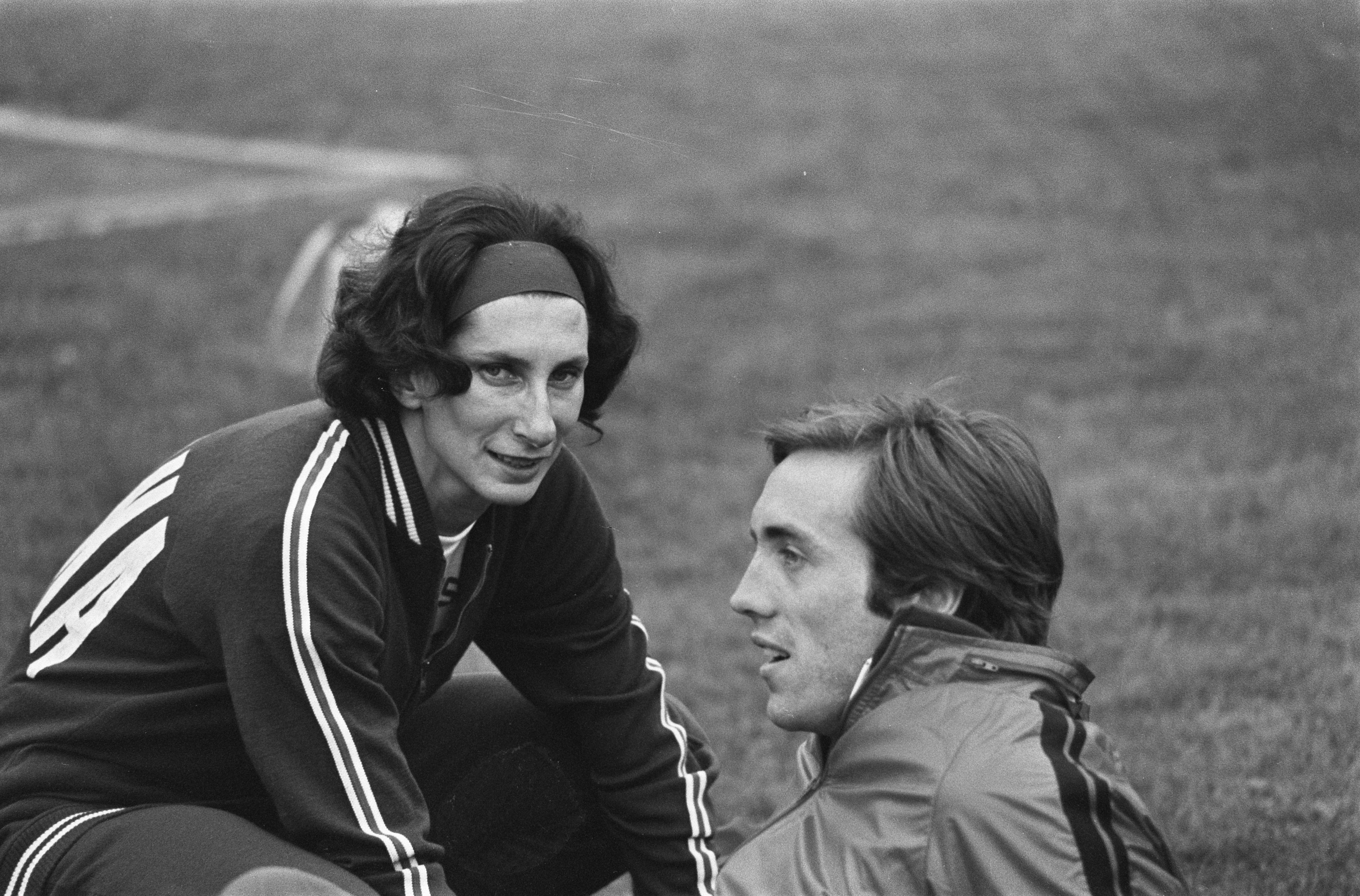
Irena Szewińska – unter anderem Olympiasiegerin von 1968 über 200 Meter – erreichte hier Platz sechs, sie hatte noch weitere große Erfolge vor sich, zuletzt den Olympiasieg 1976 über 400 Meter

| Platz | Name                  | Nation         | Offizielle Zeit (s) auf Zehntel gerundet | Inoffizielle Zeit (s) exakter Wert |
| 1     | Renate Stecher        | DDR            | 11,4 CRe                                 | 11,35 CRel                         |
| 2     | Ingrid Mickler-Becker | BR Deutschland | 11,50000                                 | 11,4600000                         |
| 3     | Elfgard Schittenhelm  | BR Deutschland | 11,50000                                 | 11,5100000                         |
| 4     | Inge Helten           | BR Deutschland | 11,60000                                 | 11,5500000                         |
| 5     | Györgyi Balogh        | Ungarn         | 11,60000                                 | 11,5900000                         |
| 6     | Irena Szewińska       | Polen          | 11,60000                                 | 11,6300000                         |
| 7     | Petra Vogt            | DDR            | 11,70000                                 | 11,7100000                         |
| 8     | Anita Neil            | Großbritannien | 11,80000                                 | 11,7500000                         |

## Video
- 1971 European 100m Women, youtube.com, abgerufen am 30. Juli 2022